# His Last Vow
His Last Vow (Su último juramento, en español) es el noveno episodio de la serie británica Sherlock. Es el tercero de la tercera temporada.
El episodio fue transmitido primero el 12 de enero de 2014, en la BBC y escrito por Steven Moffat, dirigido por Nick Hurran, con música compuesta por Michael Price y David Arnold. El episodio es una adaptación contemporánea de la historia corta de Sir Arthur Conan Doyle "La aventura de Charles Augustus Milverton" .
En el episodio, Sherlock Holmes (Benedict Cumberbatch) y John Watson (Martin Freeman) toman un caso acerca de las cartas robadas. Esto lo lleva a un conflicto con Charles Augustus Magnussen (Lars Mikkelsen), un villano "aterrador "; Magnussen fue presentado como el villano principal de la tercera temporada, "el único hombre que Sherlock verdaderamente odia ". 
Después de su emisión en la BBC, el episodio recibió 8,77 millones de espectadores, una cuota de audiencia del 32,1 %. Aunque se trataba de una caída de audiencia en comparación con sus dos episodios anteriores.El episodio tuvo una recepción positiva por parte de los críticos, y el papel de Mikkelsen como Magnussen fue elogiado .

## Sinopsis
John Watson, cuya esposa Mary (Amanda Abbington) está ahora visiblemente embarazada, trata de rescatar al hijo de su vecino de un antro de drogas y se encuentra con Sherlock drogado en el mismo lugar. Con Molly, Anderson, y Mycroft (Mark Gatiss) tratando de ayudarlo a limpiarse, Sherlock insiste en que está infiltrado para resolver un caso. 
Mycroft se da cuenta de que Sherlock, en nombre de un miembro de alto rango del gobierno, está tratando de apresar a Charles Augustus Magnussen (Lars Mikkelsen), propietario de un periódico que chantajea a la gente y le advierte a Sherlock que no lo haga. Magnussen visita Sherlock para intimidarlo y se niega a entrar en negociaciones sobre las cartas robadas de su cliente.
John se queda desconcertado al descubrir que Sherlock mantiene una relación con la dama de honor de Mary, Janine (Yasmine Akram), entonces se da cuenta de que Janine es la asistente personal de Magnussen y el enlace de un ardid de Sherlock. Con su ayuda, Sherlock irrumpe en el apartamento de Magnussen, en donde él se sorprende al encontrar a Mary sujetándolo a punta de pistola. Mary dispara a Sherlock, que utiliza sus recursos mentales para permanecer consciente. Es llevado al hospital, donde Mary le pide que no la denuncie, por el bien de John. Éste, sin embargo, comienza a sospechar algo.
Sherlock se escapa del hospital y organiza una confrontación con Mary, que confiesa tener un pasado como agente secreto y asesina, por el que Magnussen le está haciendo chantaje. También confirma que disparó a Sherlock en un lugar no-letal intencionadamente y ella fue ella quien llamó a la ambulancia. Mary también le dice que está desesperada por mantener a John ajeno a todo esto, ya que lo ama. John, sin embargo, escucha la conversación y entra en crisis. Sherlock le señala que él es adicto a un estilo de vida peligroso y fue probablemente atrajo a Mary a causa de su pasado oculto. Mary le da a John un pendrive que contenía información sobre ella y las iniciales de su verdadero nombre. El dispositivo está etiquetado como "AG RA" (sin punto después de la R o A). Ella también le dice que el contenido va a destruir su amor por ella.
Después de reflexionar unos meses, John decide no leer el pendrive y destruirlo ya que ama a Mary. Mientras que la pareja pasa la Navidad con los hermanos de Holmes, Sherlock droga a toda su familia y a Mary, pero no a John, para llevarlo a la casa de campo de Magnussen, Appledore, que se supone que contiene toda la información con la que chantajea a las personas. 
Sherlock y Magnussen comienzan a discutir y, durante su enfrentamiento, Magnussen explica que su propósito en la presión sobre Mary era llegar a Mycroft través de John y Sherlock. Magnussen también revela que él era el que había secuestrado a John y escondido en una hoguera (en "The Empty Hearse") con el fin de establecer a John como "punto de presión" de Sherlock.
Sherlock ofrece comprar la información sobre Mary con los secretos de Estado contenidos en el ordenador portátil de Mycroft, que Sherlock acababa de robar de las manos de su hermano. Magnussen se da cuenta inmediatamente de que Sherlock ha creado una trampa: los servicios de seguridad, en busca del portátil asaltarán sus bóvedas, encontrarán su contenido y lo arrestarán por ser un chantajista. Él revela triunfalmente que esto no puede funcionar debido a que sus bóvedas están vacías: en realidad depende completamente de su memoria y no lleva registros físicos. 
Al dar el ordenador portátil de Mycroft a Magnussen, Sherlock y John son ahora culpables de tratar de vender secretos del gobierno mientras que a Magnussen no se lo puede culpar de nada. Para pasar el tiempo hasta que las fuerzas del gobierno de Mycroft llegan, Magnussen demuestra su control sobre Sherlock y John burlándose de ellos mientras golpea en repetidas ocasiones el rostro de John. Cuando Mycroft llega, junto con la policía, encuentran a un Sherlock Holmes totalmente angustiado, que dispara a Magnussen en la cabeza al darse cuenta de que no tenía otra alternativa, si es que quiere proteger de forma segura el pasado de Mary y salvar a John de ser acusado de alta traición. 
Sherlock es arrestado pero Mycroft convence al gobierno de perdonarle el juicio y, como pena alternativa, lo envía en avión hacia una misión del MI6 altamente peligrosa en Europa del Este. Sin embargo, Mycroft ordena el retorno inmediato de Sherlock cuando en todas las pantallas de Londres aparece Jim Moriarty (Andrew Scott) repitiendo el mensaje: "¿Me echabas de menos?" ("Did you miss me?" en la versión original).